# 杜乂
杜乂，字弘治，京兆杜陵人（今陝西西安），晋朝名士，是著名的美男子。名將杜預之孫，尚書左丞杜錫之子，成恭皇后杜陵之父。

## 生平
杜乂性情溫和純良，容顏秀美，在江左一帶享負盛名。書聖王羲之初見杜乂，便讚嘆道：「膚若凝脂，眼如點漆，此神仙人也。」大臣桓彝亦將杜乂與當代著名美男子衛玠並列，評論說：「衛玠神清，杜乂形清。」杜乂襲其祖父當陽侯之爵，受辟為公府掾，後來擔任丹陽丞。可是杜乂很年輕就逝世了，除了成恭皇后杜陵外別無所出，無子嗣。咸康年間，朝廷追贈金紫光祿大夫，賜諡號為穆。司徒蔡謨曾十分器重杜乂，曾經在朝議中向眾人說：「可惜你們都沒有見過杜乂啊！」可見杜乂名聲何其出眾。

### 妻子
杜乂死後，其妻裴氏孀居，撫養杜陵，以禮自守，賢名遠揚。杜乂獲追諡時，朝廷亦封裴氏為高安鄉君，食邑五百戶。晉孝武帝時期，再進封為廣德縣君。裴氏相當長壽，百姓均呼其為「杜姥」。

## 家族

### 高祖父
- 杜畿：曹魏官吏和將領，官至尚書僕射。

### 曾祖父
- 杜恕：曹魏官員、學者。官至幽州刺史，後被彈劾而貶為庶人。

### 祖父
- 杜預：西晉著名將領和學者，參與晉滅吳之戰。

### 父
- 杜錫：西晉尚書左丞，性情亮直，「如坐針氈」的典故主角。

### 妻子
- 裴穆：有賢名的婦人，在杜乂死後守禮自居，獲封廣德縣君。

### 女
- 杜陵：晉成帝司馬衍的皇后。

## 延伸阅读
[在维基数据编辑]
 《晉書/卷093》，出自房玄齡《晉書》